# Isländisches Hochland
Das Isländische Hochland (isländisch Hálendið) umfasst den Großteil des Landesinneren von Island. Gemäß dem Isländischen Konversationslexikon (isländisch Íslenska alfræðiorðabókin), das als Hochland die Landesteile definiert, die mehr als 200 Meter über dem Meeresspiegel liegen, wäre der Anteil etwa 75 % der Gesamtfläche von Island. Etwa 40 % der Landesfläche liegen höher als 400 bis 500 Meter.

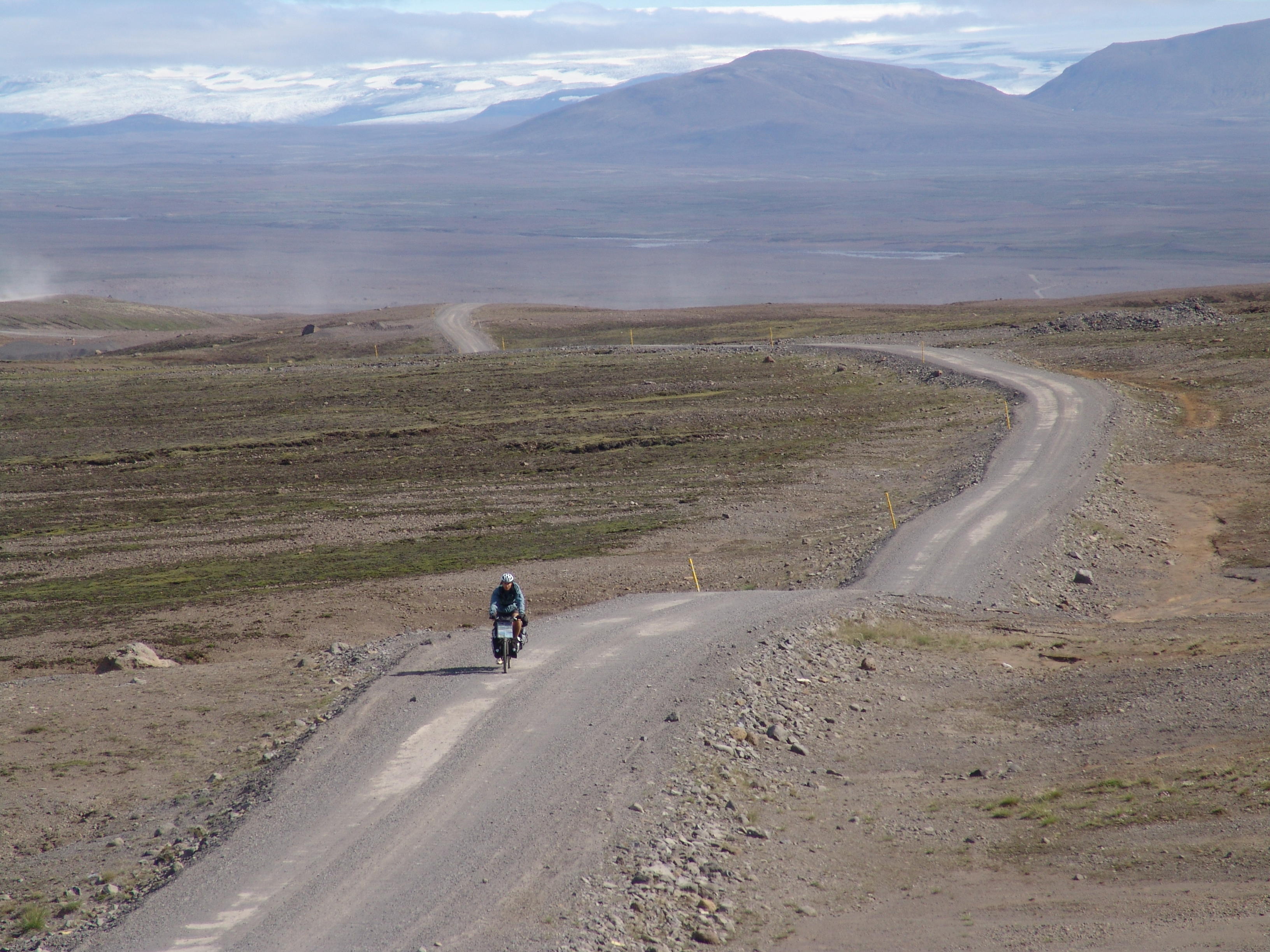
Mit dem Fahrrad im wüstenhaften Hochland

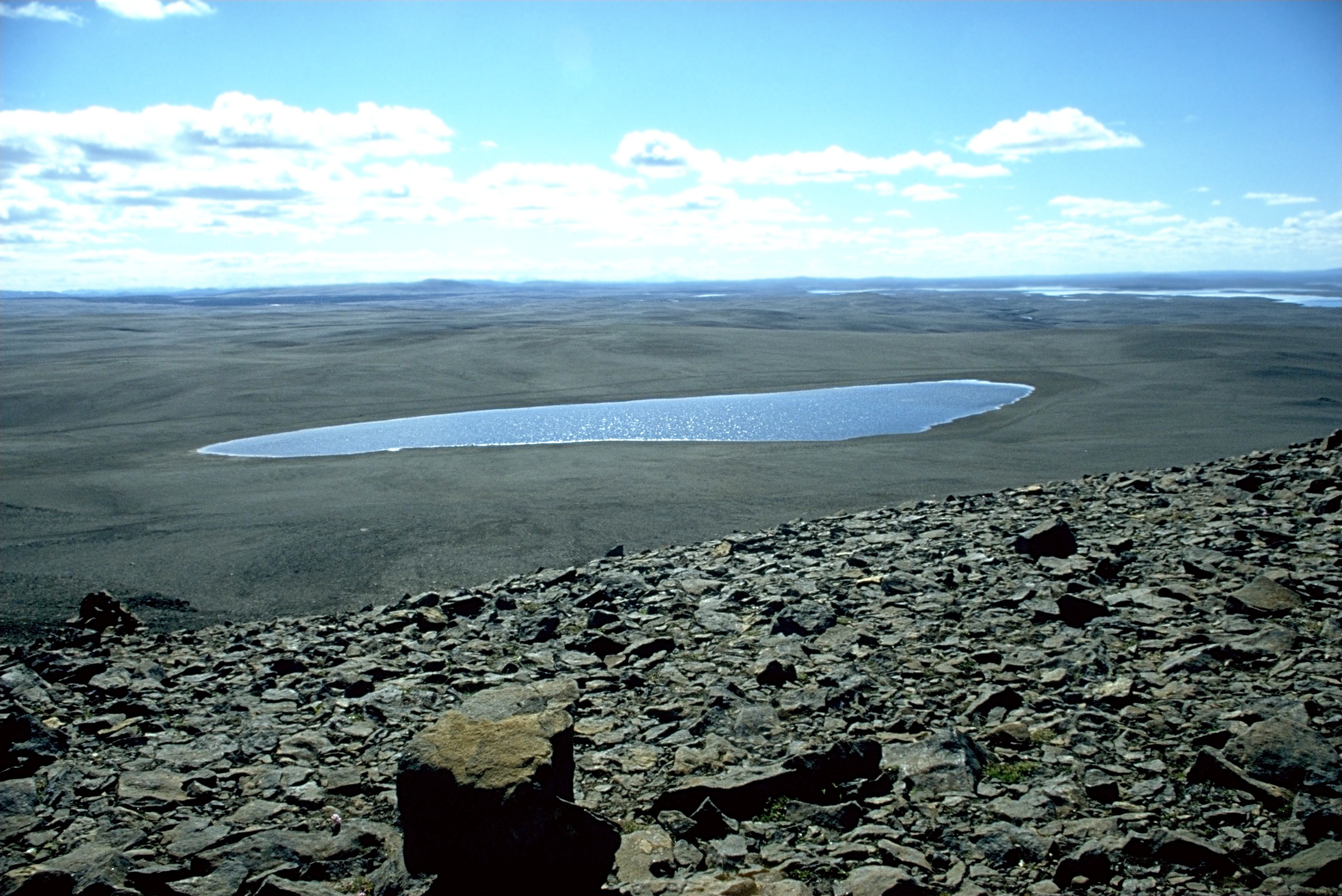
Hochland (Sprengisandur-Route)

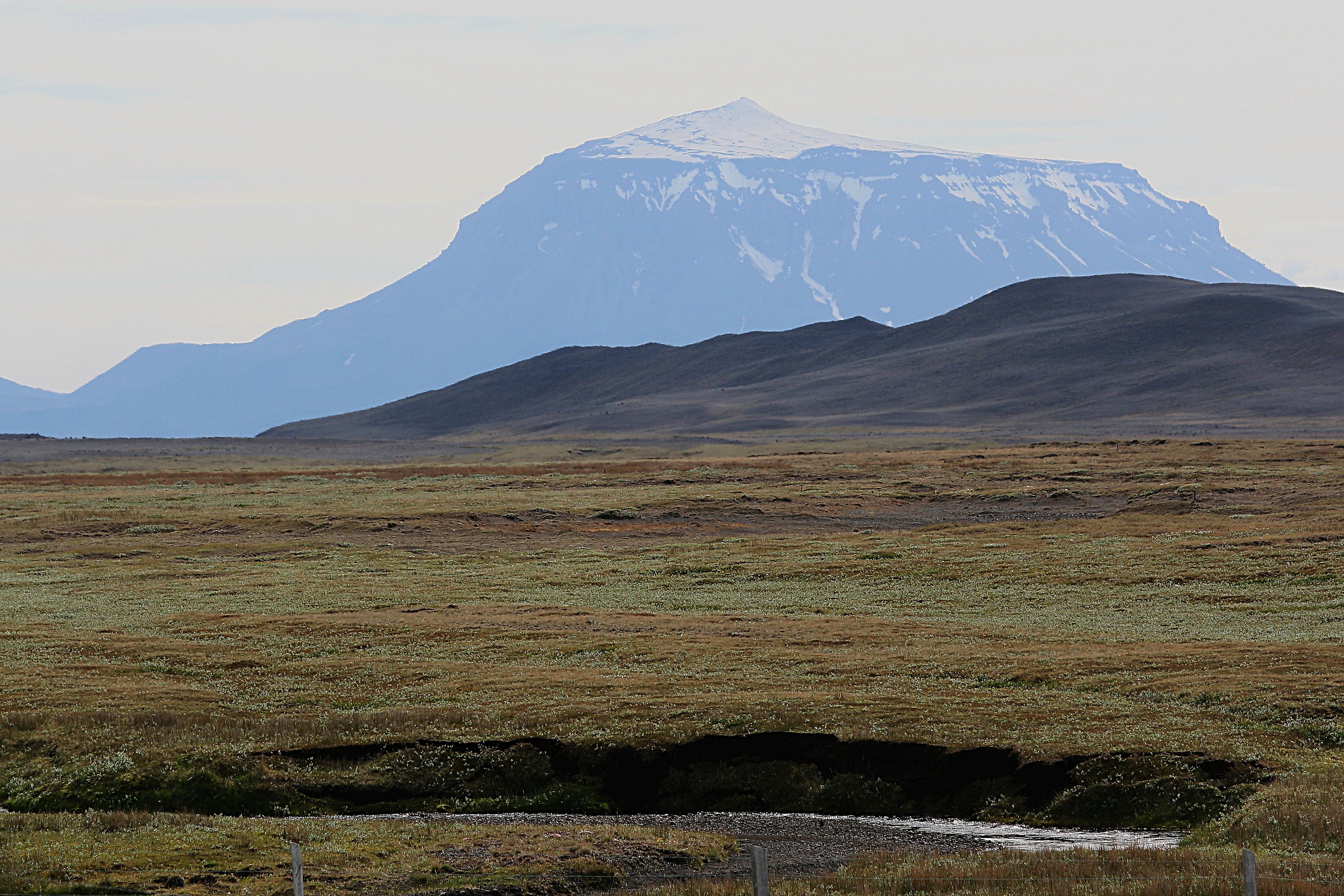
Tafelvulkan Herðubreið gesehen aus Richtung Möðrudalur, im Vordergrund ein Weidezaun

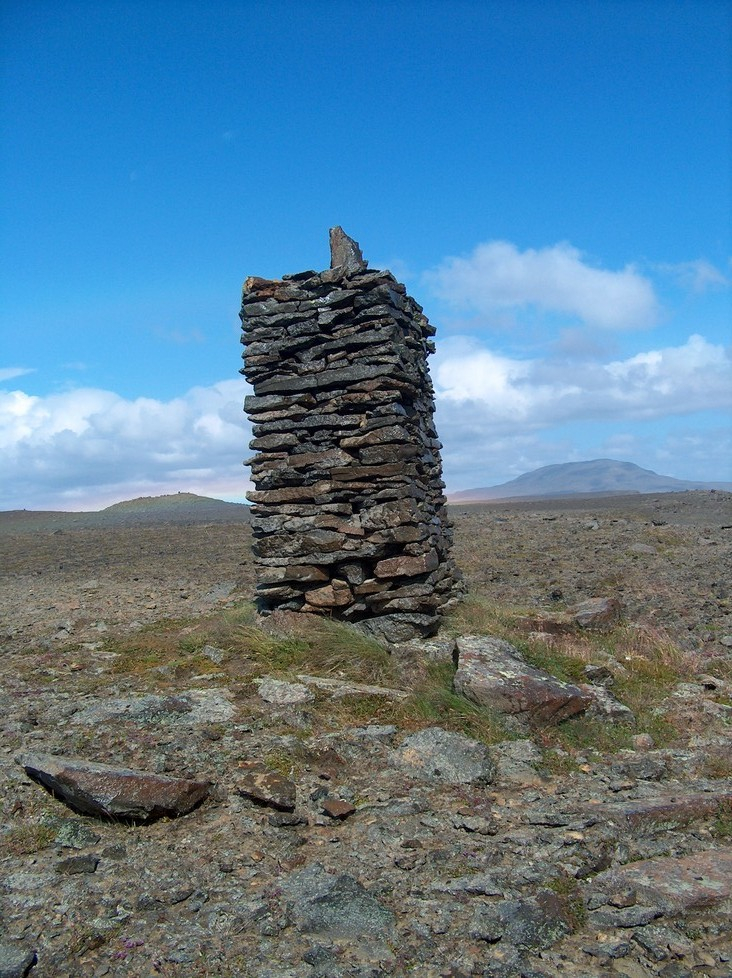
Alte Wegmarkierung im Hochland

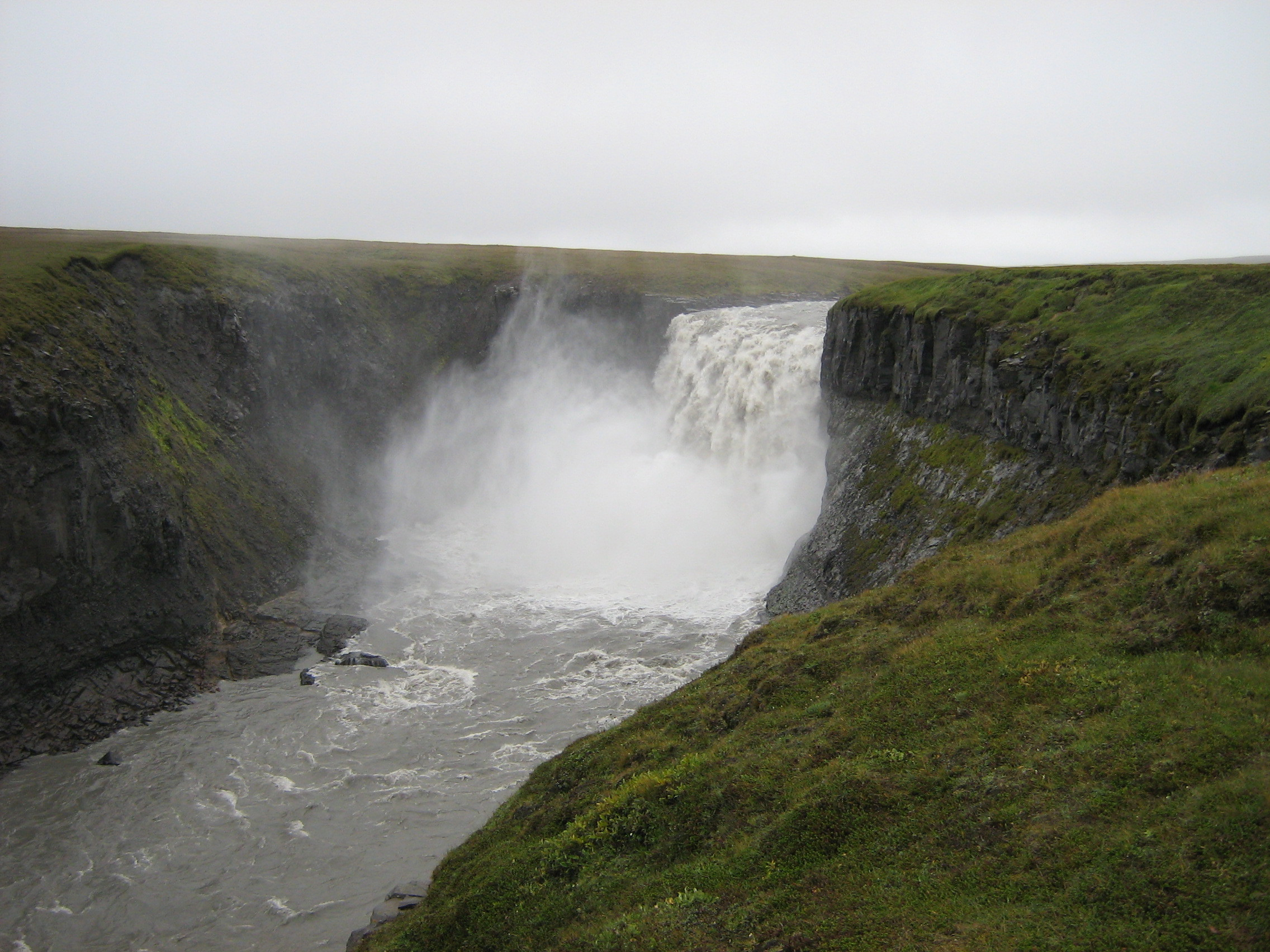
Töfrafoss bei Kárahnjúkar im östlichen Hochland

## Landschaftsformen und Pflanzenwuchs
Das Hochland ist sehr trocken und starken Winden ausgesetzt. In ihm finden sich verschiedene Landschaftsformen wie Moränenlandschaften (isl.: jökulgarðar = Gletschergärten), Stein- und Sandwüsten, Vulkane aller Art, Lavafelder, Süßwasserseen, Gletscher und oft in tiefe Schluchten eingegrabene Flüsse. Dort, wo Wasser sich etwas ausbreiten kann, finden sich sumpfige „Oasen“. In geschützteren Lagen mit genügend Wasser wachsen allerlei Moor- und Hochlandpflanzen wie zum Beispiel das Arktische Weidenröschen oder das Stängellose Leimkraut. Ansonsten ist das Hochland im Wesentlichen pflanzenlos. Es handelt sich in diesen Landesteilen um eine durch das vulkanische Gesteinsmaterial der Insel meist grau-schwarz gefärbte edaphische Inlandswüste, in der zwar Niederschläge niedergehen, jedoch meist spurlos im Boden versickern.

## Eigentumsrechte
Das Land gehört größtenteils Bauern und Gemeinden, die Teile davon als Hochweiden (isl. afréttir) nutzen. Man erkennt das etwa an den zur Überraschung der Besucher in der Einöde sichtbaren Zäunen, etwa an der Kaldidalur unweit des Þórisjökull. Sie sollen das Überwechseln der Schafe in den anderen Gemeindebereich verhindern, und damit auch die Ausbreitung von Krankheiten.
Auch der Staat beansprucht Teile davon, zum Beispiel im Vatnajökull-Nationalpark. In manchen Fällen gibt es gerichtliche Auseinandersetzungen bzgl. des Eigentums, etwa im Falle von Þeistareykir im Norden von Island, wo der Staat die Erdwärme nutzen möchte.

## Begriffsunterscheidungen

### Háls
Er entspricht dem deutschen Begriff Höhenzug (ähnlich dem Gebirgshals im Deutschen) und gehört auch zum Hochland. Ein typischer háls liegt zum Beispiel zwischen dem Reykholtsdalur im Westen Islands und dem oberen Tal der Hvítá. Danach wird auch mit dem alten Bezirksnamen die Gegend auf dem Höhenrücken südlich der Hvítá sowie an dessen Fuß bezeichnet: Hálsasveit in der heutigen Gemeinde Borgarbyggð.

### Heiði
Man meint damit eine Hochebene, die im Allgemeinen nicht (mehr, siehe Jökuldalsheiði) bewohnt ist. Ein typisches Beispiel wäre etwa die Mosfellsheiði zwischen Reykjavík und Þingvellir. Der Begriff wird davon ausgehend traditionell meist auch für Passstraßen benutzt, die die Hochflächen überqueren, z. B. Holtavörðuheiði oder die Hellisheiði eystri, die zwischen Egilsstaðir und Vopnafjörður liegt.

### (Mið-)Hálendið
Dies ist das zentral gelegene Hochland über 500 m Höhe ohne die sonst vergleichbaren Landschaften der großen Halbinseln, etwa Snæfellsnes und Westfjorde. Es ist bis auf eine Ausnahme, den einsam gelegenen Hof Möðrudalur im Möðrudalsöræfi, unbewohnt. Dieser Begriff spielt hauptsächlich bei meteorologischen Angaben eine Rolle.
Zum Hochland zählen auch die zahlreichen Gletscher wie der Großteil des Vatnajökull, der Langjökull oder der Hofsjökull. An den Gletscherflüssen findet man auch etwas Vegetation. Andererseits können bestimmte Flüsse im Hochland wegen der immer wieder auftretenden Gletscherläufe, Flutwellen, die durch vulkanische Tätigkeit ausgelöst werden, auch recht gefährlich sein.
Einige ausgesprochen reizvolle Gegenden mit vulkanischer Aktivität liegen im Hochland wie Landmannalaugar, Hveravellir, die Gegend um die Askja, um den Snæfell, bei der Herðubreið oder den Kerlingarfjöll.

## Befahrbarkeit
Das Hochland kann nur während des isländischen Sommers (Juni – August) mit geländegängigen Fahrzeugen durchquert werden. Ansonsten sind die Hochlandpisten gesperrt.
Die bekanntesten Hochlandpisten sind die Kaldidalur-, die Kjölur- und die Sprengisandur-Routen.
Die Öffnungszeiten werden von der isländischen Straßenverkehrsbehörde Vegagerðin u. a. im Internet bekanntgegeben, wobei die rote Farbe immer eine geschlossene Piste bedeutet (=isl. „ófært“). Die Seite gibt es auch in einer englischsprachigen Version.

### Allgemeine Verhaltensregeln für das Autofahren im Hochland
Für den Kfz-Verkehr im Hochland gilt generell, dass die Pisten nicht verlassen werden dürfen. Von Zerstörungen, etwa Reifenspuren, erholt sich die karge Vegetation erst nach vielen Jahren.
Auf den meisten Routen existieren nur manchmal, wenn überhaupt, Brücken, sodass Flüsse in Furten zu durchqueren sind. Es empfiehlt sich, gerade im Hochland die Tageszeit und die Wetterlage besonders gut zu beachten. Informationen zum Wetter haben zum Beispiel die Hüttenwirte (etwa im Nýidalur oder in Hveravellir). Bei warmer Witterung im Sommer führen die Flüsse grundsätzlich abends mehr Wasser, weil der Schnee und das Eis auf den Gletschern schmelzen, etwa in der Þórsmörk. Außerdem können sich die Witterungsverhältnisse im Hochland schnell ändern, Schneefall im Juli und August ist keine Seltenheit.
Auf weniger befahrenen Hochlandstraßen wie etwa in Nordisland in die Kverkfjöll oder auf dem Gæsavatnaleið sowie etwa auf dem Fjallabaksleið nyrðri in Südisland wie auch auf den Gletschern sollte man nie alleine unterwegs sein, sondern am besten mit anderen Geländewagen zusammen in der Gruppe fahren. Das erleichtert das Befahren von Furten und erhöht die Sicherheit.
Zu beachten ist, dass in großen Teilen des Hochlandes keine Telefonverbindung existiert. Es ist daher ein Sicherheitsfaktor, sich immer bei Hüttenwirten an- und abzumelden und ihnen sein Ziel anzugeben. Es gibt außerdem an allen Hochlandstraßen orangefarbene Nothütten, die mit Funkgerät, Decken und Lebensmittelvorrat ausgerüstet sind.

Autofahren im Hochland
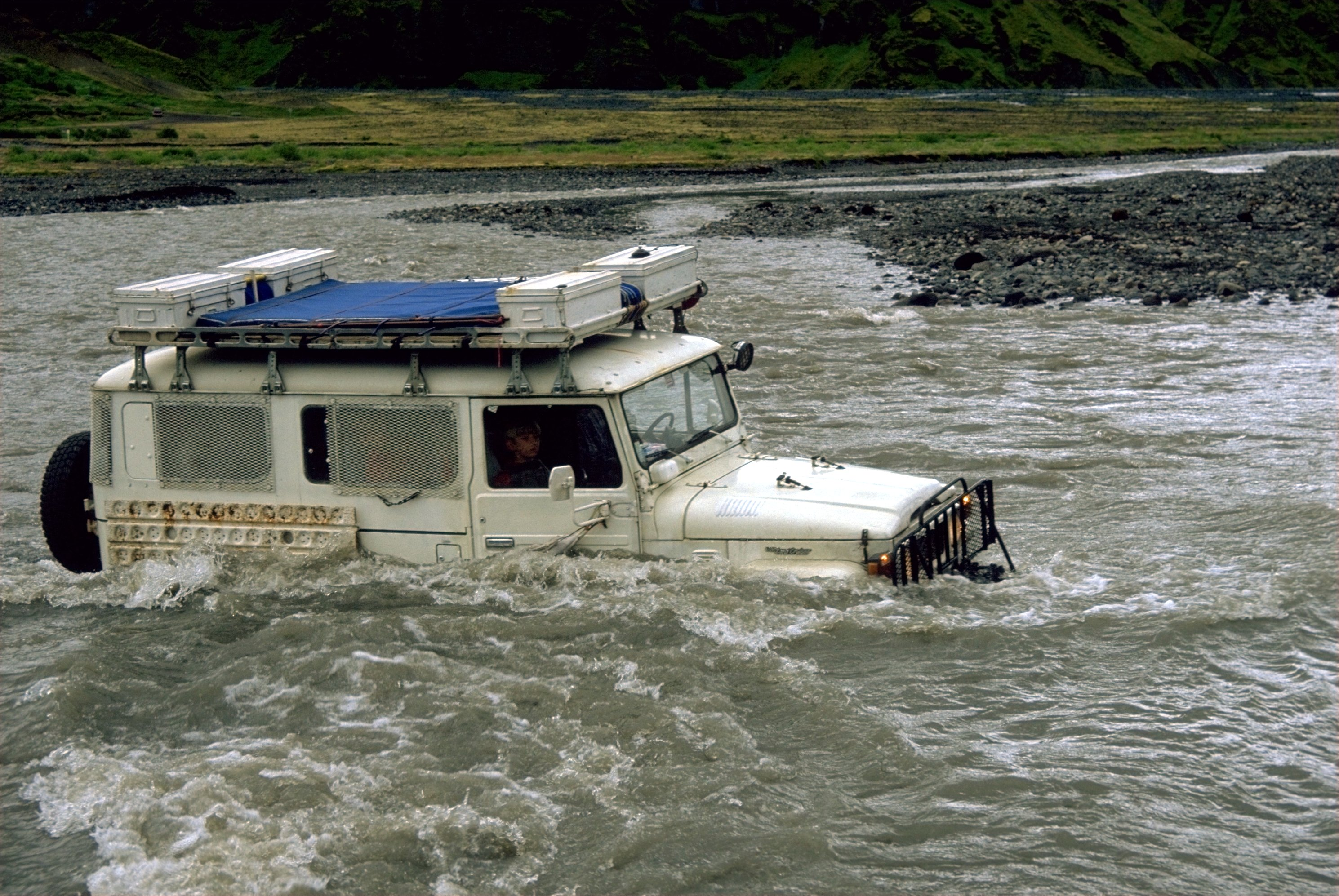
Furt in der Þórsmörk
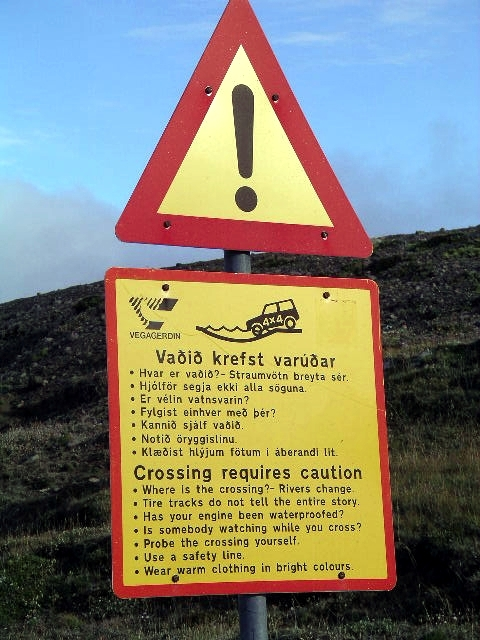
Hinweistafel an einer Furt
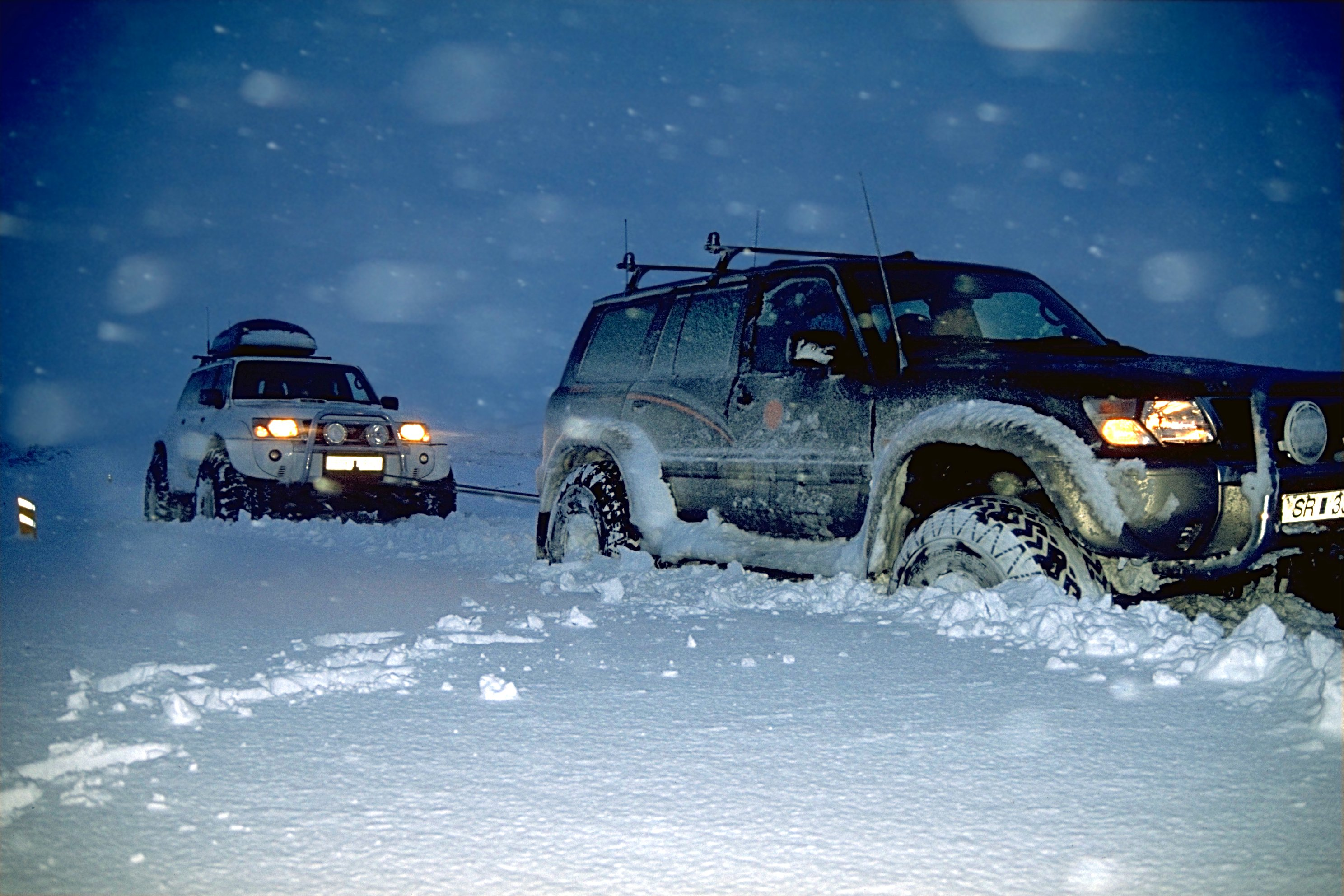
Auf der Lyngdalsheiði zwischen Þingvellir und Laugarvatn im Winter
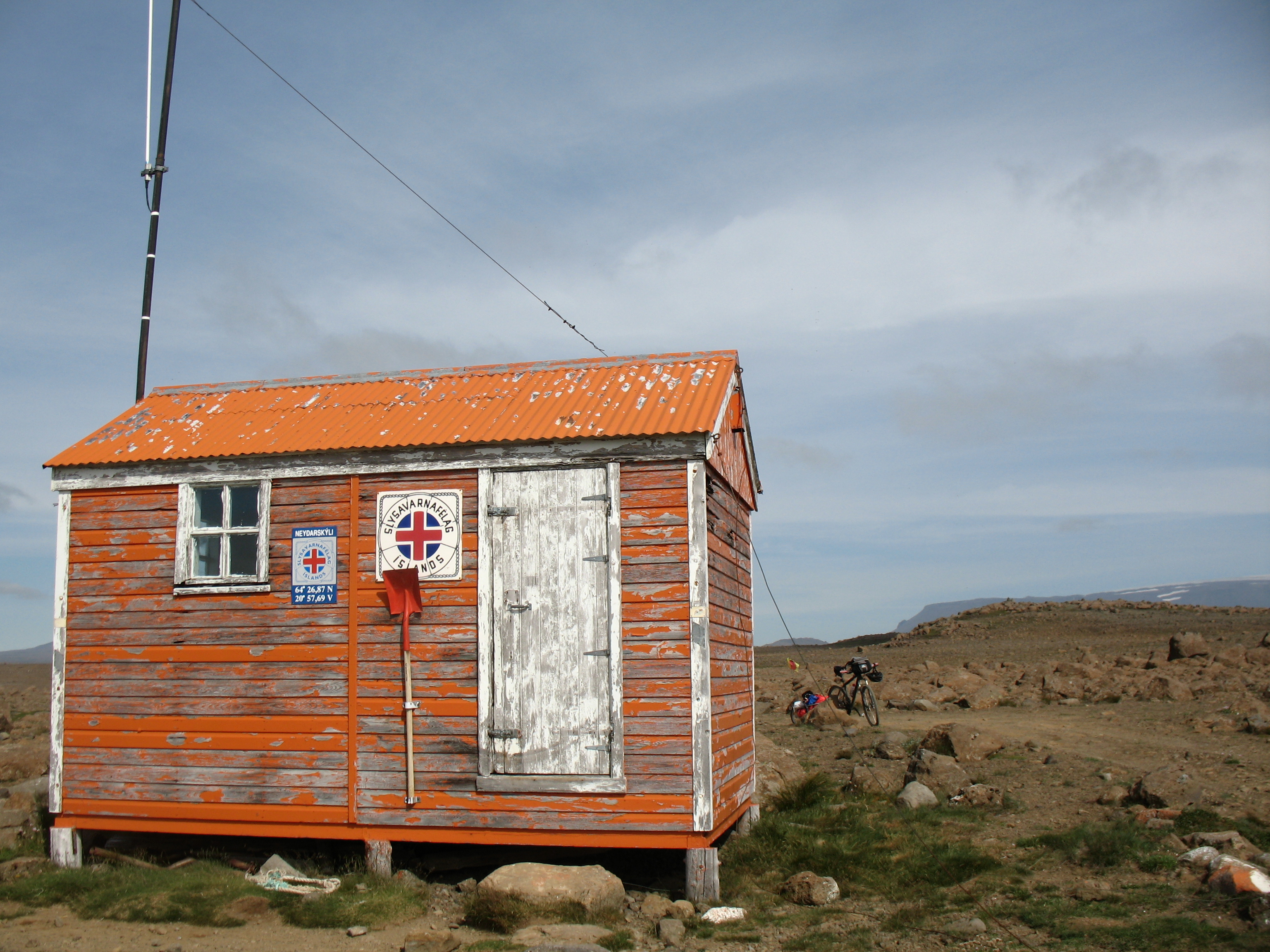
Nothütte an der Kaldidalurstrecke

## Energiegewinnung
Im Nordwesten des Hochlandes wurde in den 1980er Jahren der Blöndulón-Stausee erbaut. Auch nahe der Hekla existieren etliche Stauseen wie der Sigöldulón und nördlich des Vatnajökull um den Berg Kárahnjúkar der Stausee Hálslón.
Außerdem liegen die Geothermalkraftwerke Hellisheiði-Kraftwerk, Nesjavellir, Bjarnaflag und Krafla im Hochland.